# Bruce Perens

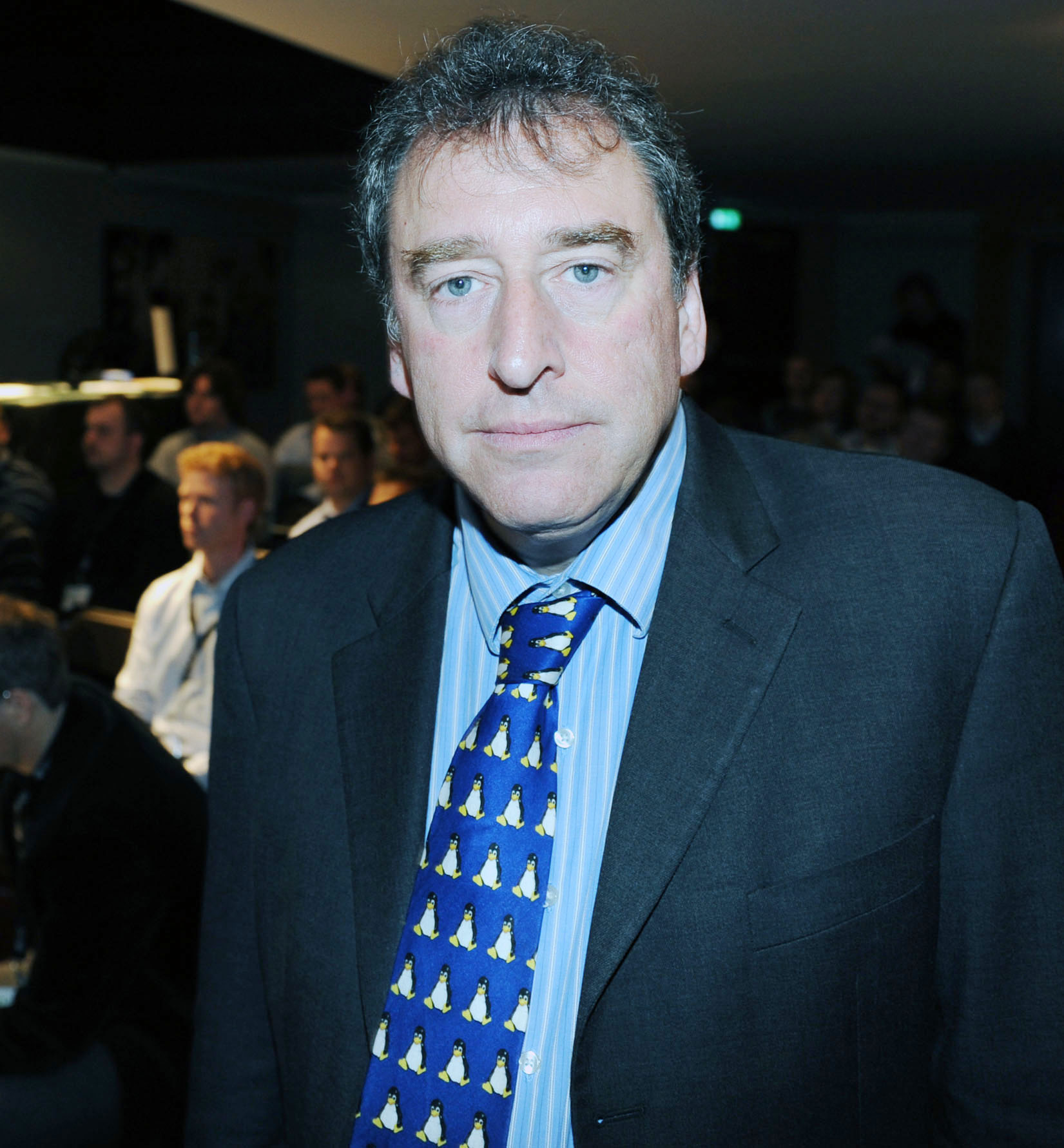
Bruce Perens (2009)

Bruce Perens (* 1958) ist ein US-amerikanischer Informatiker. Er gilt als Persönlichkeit der Open-Source- und der Freien-Software-Bewegung. 

## Arbeiten
Er ist ein ehemaliger Projektleiter für Debian, der Hauptautor der Open-Source-Definition, ein Begründer der gemeinnützigen Organisation Software in the Public Interest (SPI) und Mitbegründer der Open Source Initiative (OSI). Perens verließ 1999 die OSI nach einem Jahr und distanzierte sich von dem Begriff Open Source in einer E-Mail mit dem Betreff It’s Time to Talk About Free Software Again. Wegen seiner prominenten Rolle wurde er als einzige natürliche Person von der Free Software Foundation Europe als Unterstützer ihrer Kampagne Wir sprechen von Freier Software aufgelistet. Schon bald sprach er jedoch wieder von Open Source anstelle freier Software.
Perens ist Herausgeber der Serie Bruce Perens’ Open Source Series bei Prentice Hall PTR. Sein Projekt einer Linux-Distribution UserLinux ist wegen des Erfolges von Ubuntu seit 2005 als gescheitert zu betrachten.
Bruce Perens machte sich auch als erster für Open Source Hardware stark und war an der Entwicklung der ersten Open-Source-Hardwarelizenz beteiligt, der TAPR OHL im Jahr 2007.